# Галанов, Тамир Бадмаевич
Тамир (до 2016 года Бэ́лик) Бадма́евич Гала́нов (р. 14 февраля 1989 года, Кижинга, Бурятская АССР, СССР) — российский боксёр, весовая категория до 49 и до 52 кг. 4-кратный Чемпион России (2009, 2012, 2013, 2018). Мастер спорта России международного класса.

## Биография
Бэлик Галанов родился в Кижинге в Бурятии, где в 2002 году начал заниматься боксом у Баясхалана Чимитова. В 2003 году с подачи первого тренера переехал в Улан-Удэ и начал тренироваться у Бато Батуева в спортивном клубе «Ника». В 2005 году Бато Батуев вместе с семерыми учениками, в числе которых был Бэлик Галанов, из-за отсутствия условий для взрослого бокса в Бурятии переехал в Москву для работы в спортивном клубе ЦСКА. Часть учеников из-за бытовых неурядиц вернулась домой, Галанов остался. Вторым тренером Галанова, наряду с Бато Батуевым, стал Эдуард Кравцов, тренер обнинской детско-юношеской спортивной школы «Квант», и до 2010 года Галанов на всех турнирах выступал в двойном зачёте за Москву и Обнинск. В начале 2010 года Бато Батуев заявил, что с этого года Бэлик Галанов представляет Москву и Бурятию, и отказался от поддержки влиятельной в российском боксе Федерации бокса Обнинска. При этом он не получил обещанной поддержки от Бурятии, и Бэлик Галанов фактически оказался без материального пособия. Это сказалось на его результатах: в 2010 году, в отличие от 2009 года, он смог стать только серебряным призёром чемпионата России.
Главным соперником Бэлика Галанова в России на протяжении всей его спортивной карьеры был и остаётся Давид Айрапетян. Тренер Айрапетяна, Валерий Энтальцев, в 2011 году говорил о Галанове:
Галанов изменился, он стал опытнее, экономнее (в движениях). Его левый удар сбоку в завершении (атак) очень опасен — Бэлик всегда пробивает своевременно. Поэтому Давиду надо быть внимательным во время атаки и при выходе со средней дистанции. И правая рука у Галанова стала работать быстрее, он подрос, заметно подрос.
Тренируясь в Обнинске, Бэлик Галанов учился в Обнинском филиале Российского нового университета.
В 2017 году спортсмен переходит из наилегчайшей весовой категории до 49 кг в весовую категорию 52 кг.
В 2018 году на чемпионате России в Якутске становится четырехкратным чемпионом России. В финале Тамир Галанов выиграл у боксера из Дагестана Расула Салиева.
22 апреля 2021 года получил гражданство Сербии.